# Kolombangara
Kolombangara o Kulambangra es una isla ubicada en la Provincia Occidental de las Islas Salomón, cerca de Nueva Georgia. Se trata de una isla volcánica circular, con un diámetro aproximado de 25 kilómetros. Su origen es un estratovolcán, el monte Veve, con una cumbre de 1.768 metros. La isla conforma el extremo sur del estrecho de Nueva Georgia. Está separada al noroeste de Vella Lavella y Gizo por el golfo de Vella, y al sureste de Nueva Georgia por el golfo de Kula.
- Datos: Q542053
- Multimedia: Kolombangara / Q542053